# 翁元益
翁元益（？年—？年），字稚謙，號象韩，南直隶松江府上海县籍华亭县人。明末政治人物。

## 生平
萬曆四十六年（1616年）戊午科应天府乡试第四十六名舉人，崇祯七年（1634年）甲戌科三甲八十八名进士，吏部观政，本年六月授福建松溪县知县，十五年行取，考选刑科給事中。明朝末年，李自成攻破北京城后，翁元益向順军投降，起初拟授諫議，但因脸在夜间被贼兵打肿，吏政府尚書宋企郊嫌其貌丑，改做四川县令。

## 家族
曾祖翁伯和，儒官贈江西信豊知县；祖翁廷儒，己酉举人江西信丰知县；父翁性之，庠生。